# پنتونه
پنتونه (به ایتالیایی: Pentone) یک کومونه در ایتالیا است که در استان کاتانزارو واقع شده‌است. پنتونه ۱۲ کیلومترمربع مساحت و ۲٬۱۶۱ نفر جمعیت دارد و ۶۴۸ متر بالاتر از سطح دریا واقع شده.